# 台峪乡
台峪乡，是中华人民共和国河北省保定市阜平县下辖的一个乡镇级行政单位。

## 行政区划
台峪乡下辖以下地区：
营尔村、百石台村、台峪村、井尔沟村、平房村、吴家庄村、庄里村和王家岸村。